# Heizmannia thelmae
Heizmannia thelmae är en tvåvingeart som beskrevs av Mattingly 1970. Heizmannia thelmae ingår i släktet Heizmannia och familjen stickmyggor.
Artens utbredningsområde är Thailand. Inga underarter finns listade i Catalogue of Life.